# Gizela
Gizela je žensko osebno ime.

## Izvor imena
Ime Gizela po mnenju nekaterih strokovnjakov izhaja iz staronordijske besede  gisli, ki pomeni puščica, strelica ali, palica.
Drugi pa menijo, da izhaja ime Gizela iz starovisokonemške besede  gisal v pomenu talec ali otrok plemenitega rodu 

## Različice imena
Gisela, Gisele, Gizi, Seli, Zela

## Tujejezikovne oblike imena
- pri Čehih: Gizela
- pri Francozih: Gisele
- pri Italijanih: Gisella
- pri Nemcih: Gisela, Giesela, Gila, Giselberta

## Pogostost imena
Po podatkih Statističnega urada Republike Slovenije je bilo na dan 31. decembra 2007 v Sloveniji število ženskih oseb z imenom Gizela: 828. Med vsemi ženskimi imeni pa je ime Gizela po pogostosti uporabe uvrščeno na 202. mesto.

## Osebni praznik
V koledarju je 7. maja blažena Gizela, kraljica in opatinja, ki je umrla 7. maja okrog leta 1060.

## Zanimivost
Gizela je bila tudi njena mati Gizela Burgundska, žena bavarskega vojvode Henrika II.